# الجبلیان
ال جبلیان یک منطقهٔ مسکونی در سودان است که در نیل سفید (ایالت سودان) واقع شده‌است.

## خصوصیات
ال جبلیان ۳۸۰ متر بالاتر از سطح دریا واقع شده‌است.